# Emanuel Mendez da Costa
Pour les articles homonymes, voir Mendez et Da Costa.
Emanuel Mendez da Costa est un naturaliste et un philosophe britannique, né le 5 juin 1717 et mort le 31 mai 1791. Membre de la Royal Society, de la Royal Antiquarian Society of London, de l’Aurelian Society et d’autres sociétés savantes. Il est l’auteur de différents ouvrages dont A Natural History of Fossils (1757), Elements of Conchology, or An Introduction to the Knowledge of Shells (1776), British Conchology (1778) et de plusieurs articles importants publiés notamment dans les Philosophical Transactions of the Royal Society.

## Source
- Traduction de l'article de langue anglaise de Wikipédia (version du 18 mai 2006).